# Srbská fotbalová reprezentace
Srbská fotbalová reprezentace je fotbalový výběr, který reprezentuje Srbsko v mezinárodních fotbalových zápasech. Mezinárodní fotbalové federace tým považují za nástupce Jugoslávské fotbalové reprezentace a Fotbalové reprezentace Srbska a Černé Hory.

## Mistrovství světa
Seznam zápasů srbské fotbalové reprezentace na MS
| Rok    | Účast                                           | Soupisky |
| ------ | ----------------------------------------------- | -------- |
| 2010   | Nepostoupili ze skupiny                         | Soupiska |
| 2014   | Nepostoupili z kvalifikace                      | –        |
| 2018   | Nepostoupili ze skupiny                         | Soupiska |
| 2022   | Nepostoupili ze skupiny                         | Soupiska |
| Celkem | účast – 3× zlato – 0×, stříbro – 0×, bronz – 0× |          |

## Mistrovství Evropy
Seznam zápasů srbské fotbalové reprezentace na Mistrovství Evropy
| Rok    | Účast                                           | Soupisky |
| ------ | ----------------------------------------------- | -------- |
| 2008   | Nepostoupili z kvalifikace                      | –        |
| 2012   | Nepostoupili z kvalifikace                      | –        |
| 2016   | Nepostoupili z kvalifikace                      | –        |
| 2020   | Nepostoupili z kvalifikace                      | –        |
| 2024   | Nepostoupili ze skupiny                         | Soupiska |
| Celkem | účast – 1× zlato – 0×, stříbro – 0×, bronz – 0× |          |